# Division I 1986-1987 (pallacanestro maschile)
La Division I 1986-1987 è stata la 55ª edizione del massimo campionato belga di pallacanestro maschile. La vittoria finale è stata appannaggio del Racing Mechelen.

## Risultati

### Stagione regolare
|     | Squadra            | G  | V  | P  | PF | PS | Pt. | Qualificazione         |
| --- | ------------------ | -- | -- | -- | -- | -- | --- | ---------------------- |
| 1.  | Racing Mechelen    | 26 | 22 | 4  |    |    | 44  | playoff                |
| 2.  | Castors Braine     | 26 | 19 | 7  |    |    | 38  | playoff                |
| 3.  | RUS Mariandenne    | 26 | 18 | 8  |    |    | 36  | playoff                |
| 4.  | Ostenda            | 26 | 17 | 9  |    |    | 34  | playoff                |
| 5.  | Maccabi Etterbeek  | 26 | 16 | 10 |    |    | 32  |                        |
| 6.  | CEP Fleurus        | 26 | 14 | 12 |    |    | 28  |                        |
| 7.  | Avanti Brugge      | 26 | 13 | 13 |    |    | 26  |                        |
| 8.  | Verviers-Pepinster | 26 | 12 | 14 |    |    | 24  |                        |
| 9.  | Hellas Gent        | 26 | 12 | 14 |    |    | 24  |                        |
| 10. | Express Merksem    | 26 | 11 | 15 |    |    | 22  |                        |
| 11. | Houthalen          | 26 | 10 | 16 |    |    | 20  |                        |
| 12. | Duvel Willebroek   | 26 | 6  | 20 |    |    | 12  | spareggi retrocessione |
| 13. | Lovanio            | 26 | 6  | 20 |    |    | 12  | spareggi retrocessione |
| 14. | Spirale Liegi      | 26 | 6  | 20 |    |    | 12  | spareggi retrocessione |

### Spareggi retrocessione

#### Spareggio 12º/14º posto
| Squadra 1     | Risultato | Squadra 2        |
| ------------- | --------- | ---------------- |
| Spirale Liegi | 87 - 76   | Duvel Willebroek |

#### Spareggio 12º/13º posto
| Squadra 1     | Risultato | Squadra 2 |
| ------------- | --------- | --------- |
| Spirale Liegi | 92 - 85   | Lovanio   |

Responso: Duvel Willebroek e Lovanio retrocesse

### Playoff
|  | Semifinali | Semifinali      | Semifinali |                |    | Finale          | Finale | Finale |  |
|  |            |                 |            |                |    |                 |        |        |  |
|  | 1.         | Racing Mechelen | 2          |                |    |                 |        |        |  |
|  | 1.         | Racing Mechelen | 2          |                |    |                 |        |        |  |
|  | 4.         | Ostenda         | 1          |                |    |                 |        |        |  |
|  | 4.         | Ostenda         | 1          |                | 1. | Racing Mechelen | 3      |        |  |
|  |            |                 |            |                | 1. | Racing Mechelen | 3      |        |  |
|  |            |                 | 2.         | Castors Braine | 1  |                 |        |        |  |
|  | 2.         | Castors Braine  | 2.         | Castors Braine | 1  | 2               |        |        |  |
|  | 2.         | Castors Braine  |            |                |    |                 |        |        |  |
|  | 3.         | RUS Mariandenne | 1          |                |    |                 |        |        |  |

| Division I 1986-1987      |
| ------------------------- |
| Racing Mechelen 9º titolo |

## Formazione vincitrice
| N° | Naz.                   | Ruolo | Sportivo                |  | Alt. |  |
| -- | ---------------------- | ----- | ----------------------- |  | ---- |  |
|    | Belgio (bandiera)      | P     | Ronny Bayer             |  | 185  |  |
|    | Belgio (bandiera)      | A     | Rik Samaey              |  | 202  |  |
|    | Stati Uniti (bandiera) | G     | Rick Raivio             |  | 196  |  |
|    | Belgio (bandiera)      | All.  | Lucien Van Kersschaever |  |      |  |